# Kevin Hansen
Kevin Hansen (Götene, Suecia, 28 de mayo de 1998) es un piloto de rallycross sueco que participa actualmente en el Campeonato Mundial de Rallycross de la FIA con el equipo Team Hansen , donde corre junto a su hermano Timmy Hansen.
Su padre es el 14 veces campeón europeo de Rallycross Kenneth Hansen. Él es también la persona más joven a competir en una ronda de WRX, haciendo su debut en 17 años y 6 meses y 15 días.

## Palmarés

### Resultados en el Campeonato de Europa de Rallycross

#### JRX Junior Rallycross Cup
| Año  | Equipo             | Auto            | 1      | 2     | 3     | 4      | 5     | 6     | JRX | Pts |
| ---- | ------------------ | --------------- | ------ | ----- | ----- | ------ | ----- | ----- | --- | --- |
| 2012 | Hansen Junior Team | JRX Citroën DS3 | SWE1 1 | BEL 2 | NED 3 | SWE2 1 | FIN 1 | GER 1 | 1º  | 112 |
| 2013 | Hansen Junior Team | JRX Citroën DS3 | HUN 3  | FIN 3 | NOR 2 | SWE 1  | AUT 1 | GER 1 | 1º  | 123 |

#### Supercar
| Año  | Equipo                 | Auto            | 1     | 2     | 3     | 4     | 5     | ERX | Pts |
| ---- | ---------------------- | --------------- | ----- | ----- | ----- | ----- | ----- | --- | --- |
| 2016 | Peugeot-Hansen Academy | Peugeot 208 WRX | BEL 1 | NOR 1 | SWE 1 | BAR 1 | LAT 2 | 1º  | 143 |

### Resultados en el Global RallyCross Championship

#### GRC Lites
| Año  | Equipo            | Auto              | 1   | 2  | 3  | 4   | 5   | 6     | 7     | 8   | 9  | GRC | Pts |
| ---- | ----------------- | ----------------- | --- | -- | -- | --- | --- | ----- | ----- | --- | -- | --- | --- |
| 2014 | Hansen Motorsport | Lites Peugeot 208 | AUS | DC | NY | CHA | DAY | LA1 3 | LA2 6 | SEA | LV | 9º  | 73  |

### Resultados en el Campeonato Mundial de Rallycross

#### RX Lites Cup
| Año  | Equipo             | Auto              | 1     | 2     | 3     | 4     | 5     | 6     | 7     | Lites | Pts |
| ---- | ------------------ | ----------------- | ----- | ----- | ----- | ----- | ----- | ----- | ----- | ----- | --- |
| 2014 | Hansen Junior Team | Lites Peugeot 208 | POR   | GBR   | FIN 1 | SWE 2 | ITA 3 | TUR 2 |       | 2º    | 99  |
| 2015 | Hansen Junior Team | Lites Peugeot 208 | POR 2 | GBR 1 | SWE 2 | NOR 2 | BAR 3 | TUR 2 | ITA 2 | 1º    | 178 |

#### Supercar
| Año  | Equipo                 | Auto            | 1      | 2      | 3     | 4      | 5      | 6     | 7      | 8      | 9     | 10     | 11    | 12    | 13    | WRX | Pts |
| ---- | ---------------------- | --------------- | ------ | ------ | ----- | ------ | ------ | ----- | ------ | ------ | ----- | ------ | ----- | ----- | ----- | --- | --- |
| 2015 | Olsbergs MSE           | Ford Fiesta ST  | POR    | HOC    | BEL   | GBR    | GER    | SWE   | CAN    | NOR    | FRA   | BAR    | TUR   | ITA   | ARG 5 | 22º | 16  |
| 2016 | Peugeot-Hansen Academy | Peugeot 208 WRX | POR 13 | HOC 19 | BEL   | GBR 4  | NOR    | SWE   | CAN    | FRA 11 | BAR   | LAT    | GER 4 | ARG   |       | 15º | 52  |
| 2017 | Team Peugeot-Hansen    | Peugeot 208 WRX | BAR 11 | POR 8  | HOC 8 | BEL 21 | GBR 13 | NOR 9 | SWE 13 | CAN 10 | FRA 8 | LAT 10 | GER 6 | RSA 6 |       | 8º  | 115 |
| 2018 | Team Peugeot Total     | Peugeot 208     | BAR 13 | POR 8  | BEL 9 | GBR 6  | NOR 4  | SWE 5 | CAN 9  | FRA 7† | LAT 6 | USA 7  | GER 6 | RSA 4 |       | 8º  | 145 |
| 2019 | Team Hansen MJP        | Peugeot 208     | ABU 1  | BAR 2  | BEL 7 | GBR 7  | NOR 2  | SWE 2 | CAN 6  | FRA 3  | LAT 4 | RSA 5  |       |       |       | 3º  | 199 |
| 2020 | Team Hansen            | Peugeot 208     | SWE 8  | SWE 2  | FIN 6 | FIN 7  | LAT 4  | LAT 6 | BAR 3  | BAR 7  |       |        |       |       |       | 5º  | 135 |
| 2021 | Hansen World RX Team   | Peugeot 208 RX1 | BAR 1  | SWE 2  | FRA 2 | LAT 3  | LAT 5  | BEL 2 | POR 3  | GER 9  | GER 2 |        |       |       |       | 4º  | 191 |

- * Temporada en curso.

| Predecesor: Tommy Rustad   | Campeón Europeo de Rallycross 2016 | Sucesor: Anton Marklund |
| Predecesor: Kevin Eriksson | Campeón del RX Lites 2015          | Sucesor: Cyril Raymond  |